# ブリティッシュ・アンド・アイリッシュ・ライオンズ
ブリティッシュ・アンド・アイリッシュ・ライオンズ（英語: The British and Irish Lions) は、ラグビーユニオンのホームユニオン（イングランド・スコットランド・ウェールズ・アイルランド）の代表選手から選ばれ構成された特別チーム。「ライオンズ」の愛称を持つ。

## 概要
→ 直近「2025年ブリティッシュ・アンド・アイリッシュ・ライオンズのオーストラリア遠征」も参照。
ライオンズは南半球（南アフリカ、オーストラリア、ニュージーランド）への遠征に向けて結成される。第二次大戦前には、アルゼンチンへの遠征も2回あった。
1970～1980年代は3年ごとに遠征が行われ、4年ごと開催のワールドカップが始まった1990年代以降は、それに2年ずらす形で4年ごとに、南アフリカ共和国・オーストラリア・ニュージーランドのいずれかへ遠征している。

### ライオンズ・シリーズ・トロフィー
2021年南アフリカ遠征から、遠征相手国との3連戦で、多く勝利した側に「ライオンズ・シリーズ・トロフィー」が授与される。

### エンブレム
エンブレムにはイングランド代表の薔薇、スコットランド代表のアザミ、ウェールズ代表のプリンス・オブ・ウェールズの羽根、アイルランド代表のシャムロックが描かれている。
ユニフォームについても、ジャージはウェールズの赤、パンツはイングランドの白で、ソックスはスコットランドの青とアイルランドの緑が配置され、4か国のカラーがあしらわれている。
→ 後述「ジャージ」も参照

### アンセム
テストマッチにおいて国歌やそれに準ずるアンセムは演奏されず、試合前には相手国の国歌のみが演奏される。2005年の遠征チームのアンセムとして「The Power of Four」が制定されたものの、選手・ファンの評価は得られず同回限りで廃止されている。

### キャップ対象
選手にとってライオンズに選ばれることは名誉のこととされ、遠征先の国代表チームとの試合はテストマッチ扱いとなり、ライオンズも含めて出場選手には各国のキャップが与えられる。

### チームマスコット
チームマスコットとして、ライオンのぬいぐるみ「ビル（BIL＝チーム名の頭文字）」がいる。トレーニングや試合の場に帯同する。
2013年までのマスコットは、同じくライオンのぬいぐるみ「レオ（Leo）」だった。

## 歴史

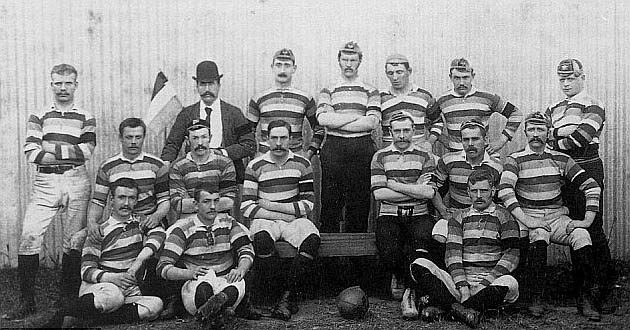
1888年、第1回遠征チーム

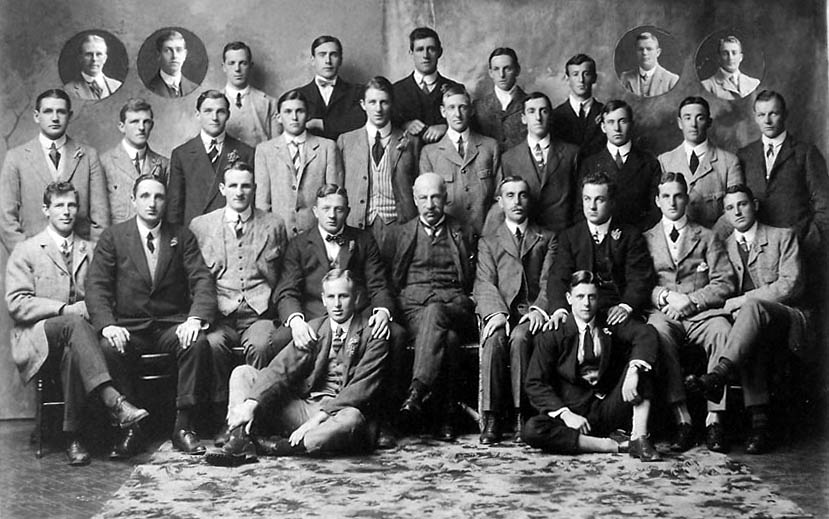
1910年、第8回遠征チーム

最初の遠征は、クリケットのプロチームを持つ起業家だったアルフレッド・ショー（Alfred Shaw）とアーサー・シュルーズベリー（Arthur Shrewsbury）が、は、アンドリュー・ストッダート（Andrew Stoddart）と共に、イングランドのラグビーチームが南半球のイギリス植民地でプレーする企画を立案したことで実現した。イングランドラグビー協会（RFU）に後援を求めたが、個人プロモーターの利益のために組織されたチームであるという理由で、拒否された。
1888年3月8日にイギリスを出発し、オーストラリアおよびニュージーランドに滞在し、同年11月11日に帰国。わずか22人の選手で合計53試合を戦った。イングランド、スコットランドおよびウェールズの選手によって構成されたチームだった（アイルランドの選手はいない）。
アイルランドを含めたホームユニオン4協会の選手で構成されたチームは、8回目の1910年アルゼンチン遠征から。

## 近年の活動

### 2021年（南アフリカ遠征）
南アフリカ遠征の前にスコットランドのエディンバラで、2021年6月26日に日本代表と対戦した。日本にとって、ワールドカップ2019以来1年8か月ぶりのテストマッチとなった。28-10でライオンズが勝利したが、試合後半は日本のほうが多く得点した。この対戦の開始7分で、キャプテンのアラン=ウィン・ジョーンズ（ウエールズ）が肩を負傷退場し、南アフリカ遠征の前半は離脱することになった。
遠征前の前哨戦・壮行戦となった日本代表戦は「Lions 1888 Cup（ライオンズ1888カップ）」と名付けられ、専用のトロフィーが用意された。今後の遠征の前哨戦で、同カップが行われる。スポンサー名をつけて「Vodafon Lions 1888 Cup」ともいう。
遠征先とのテストマッチ連戦を「ライオンズ・シリーズ・トロフィー」として創設、南アフリカ共和国が勝利した。

### 2025年（オーストラリア遠征）
2回目の「Lions 1888 Cup（ライオンズ1888カップ）」として、アイルランドでアルゼンチン代表戦を行う。
その後、オーストラリア遠征を2025年6月28日から8月2日まで行う。オーストラリア代表と3試合、オーストラリアのスーパーラグビーチームと4試合のほか、オーストラリアとニュージーランドの選手で編成したチーム「ANZAC XV」（1989年以来36年ぶり）との試合など、9試合を行う。
「ライオンズ・シリーズ・トロフィー」は、3連戦のうち2試合目で、ライオンズが勝利を決めた。

### 2029年（ニュージーランド遠征）
2029年の男子ブリティッシュ・アンド・アイリッシュ・ライオンズの遠征先は、ニュージーランドとなる。

## 主な対戦記録
原則として、国代表との対戦（テストマッチ）のみを記述した。これ以外に、遠征中に現地クラブチームなどと多くの対戦を行っている。出典：
| 年                                | 遠征先                                       | 対戦日                                     | 勝敗                                                   | スコア                                                 | 対戦した国代表                                         | 出典・備考                                                              |
| --------------------------------- | -------------------------------------------- | ------------------------------------------ | ------------------------------------------------------ | ------------------------------------------------------ | ------------------------------------------------------ | ----------------------------------------------------------------------- |
| 1888                              | ニュージーランド・オーストラリア遠征         | 4月28日から10月3日まで35試合を実施。       | 4月28日から10月3日まで35試合を実施。                   | 4月28日から10月3日まで35試合を実施。                   | 4月28日から10月3日まで35試合を実施。                   | テストマッチは行われなかった。                                          |
| 1891                              | 南アフリカ遠征                               | 7月30日                                    | ○                                                      | 4-0                                                    | 南アフリカ共和国                                       | [ 19 ] [ 20 ]                                                           |
| 1891                              | 南アフリカ遠征                               | 8月29日                                    | ○                                                      | 3-0                                                    | 南アフリカ共和国                                       | [ 19 ] [ 20 ]                                                           |
| 1891                              | 南アフリカ遠征                               | 9月5日                                     | ○                                                      | 4-0                                                    | 南アフリカ共和国                                       | [ 19 ] [ 20 ]                                                           |
| 1896                              | 南アフリカ遠征                               | 7月30日                                    | ○                                                      | 8-0                                                    | 南アフリカ共和国                                       | [ 21 ]                                                                  |
| 1896                              | 南アフリカ遠征                               | 8月22日                                    | ○                                                      | 17-8                                                   | 南アフリカ共和国                                       | [ 21 ]                                                                  |
| 1896                              | 南アフリカ遠征                               | 8月29日                                    | ○                                                      | 9-3                                                    | 南アフリカ共和国                                       | [ 21 ]                                                                  |
| 1896                              | 南アフリカ遠征                               | 9月5日                                     | ●                                                      | 0-5                                                    | 南アフリカ共和国                                       | [ 21 ]                                                                  |
| 1899                              | オーストラリア遠征                           | 6月24日                                    | ●                                                      | 3-13                                                   | オーストラリア                                         | [ 22 ]                                                                  |
| 1899                              | オーストラリア遠征                           | 7月22日                                    | ○                                                      | 11-0                                                   | オーストラリア                                         | [ 22 ]                                                                  |
| 1899                              | オーストラリア遠征                           | 8月5日                                     | ○                                                      | 11-10                                                  | オーストラリア                                         | [ 22 ]                                                                  |
| 1899                              | オーストラリア遠征                           | 8月12日                                    | ○                                                      | 13-0                                                   | オーストラリア                                         | [ 22 ]                                                                  |
| 1903                              | 南アフリカ遠征                               | 8月26日                                    | △                                                      | 10-10                                                  | 南アフリカ共和国                                       | [ 23 ]                                                                  |
| 1903                              | 南アフリカ遠征                               | 9月5日                                     | △                                                      | 0-0                                                    | 南アフリカ共和国                                       | [ 23 ]                                                                  |
| 1903                              | 南アフリカ遠征                               | 9月12日                                    | ●                                                      | 0-8                                                    | 南アフリカ共和国                                       | [ 23 ]                                                                  |
| 1904                              | オーストラリア・ニュージーランド遠征         | 7月2日                                     | ○                                                      | 17-0                                                   | オーストラリア                                         | [ 24 ]                                                                  |
| 1904                              | オーストラリア・ニュージーランド遠征         | 7月23日                                    | ○                                                      | 17-3                                                   | オーストラリア                                         | [ 24 ]                                                                  |
| 1904                              | オーストラリア・ニュージーランド遠征         | 7月30日                                    | ○                                                      | 16-0                                                   | オーストラリア                                         | [ 24 ]                                                                  |
| 1904                              | オーストラリア・ニュージーランド遠征         | 8月13日                                    | ●                                                      | 3-9                                                    | ニュージーランド                                       | [ 24 ]                                                                  |
| 1908                              | ニュージーランド・オーストラリア遠征         | 6月6日                                     | ●                                                      | 5-32                                                   | ニュージーランド                                       | [ 25 ]                                                                  |
| 1908                              | ニュージーランド・オーストラリア遠征         | 6月27日                                    | △                                                      | 3-3                                                    | ニュージーランド                                       | [ 25 ]                                                                  |
| 1908                              | ニュージーランド・オーストラリア遠征         | 7月25日                                    | ●                                                      | 0-29                                                   | ニュージーランド                                       | [ 25 ]                                                                  |
| 1908                              | ニュージーランド・オーストラリア遠征         | オーストラリアとのテストマッチは無かった。 | オーストラリアとのテストマッチは無かった。             | オーストラリアとのテストマッチは無かった。             | オーストラリアとのテストマッチは無かった。             | [ 25 ]                                                                  |
| 1910                              | アルゼンチン・南アフリカ遠征                 | 6月12日                                    | ○                                                      | 28-3                                                   | アルゼンチン                                           | この遠征からアイルランドが加わり4協会代表チームとなる。                 |
| 1910                              | アルゼンチン・南アフリカ遠征                 | 8月6日                                     | ●                                                      | 10-14                                                  | 南アフリカ共和国                                       | [ 26 ]                                                                  |
| 1910                              | アルゼンチン・南アフリカ遠征                 | 8月27日                                    | ○                                                      | 8-3                                                    | 南アフリカ共和国                                       | [ 26 ]                                                                  |
| 1910                              | アルゼンチン・南アフリカ遠征                 | 9月3日                                     | ●                                                      | 5-21                                                   | 南アフリカ共和国                                       | [ 26 ]                                                                  |
| 第一次世界大戦（1914-1918）で中断 |                                              |                                            |                                                        |                                                        |                                                        |                                                                         |
| 1924                              | 南アフリカ遠征                               | 8月16日                                    | ●                                                      | 3-7                                                    | 南アフリカ共和国                                       | [ 27 ]                                                                  |
| 1924                              | 南アフリカ遠征                               | 8月23日                                    | ●                                                      | 0-17                                                   | 南アフリカ共和国                                       | [ 27 ]                                                                  |
| 1924                              | 南アフリカ遠征                               | 9月13日                                    | △                                                      | 3-3                                                    | 南アフリカ共和国                                       | [ 27 ]                                                                  |
| 1924                              | 南アフリカ遠征                               | 9月20日                                    | ●                                                      | 9-16                                                   | 南アフリカ共和国                                       | [ 27 ]                                                                  |
| 1927                              | アルゼンチン遠征                             | 7月31日                                    | ○                                                      | 37-0                                                   | アルゼンチン                                           | [ 28 ]                                                                  |
| 1927                              | アルゼンチン遠征                             | 8月7日                                     | ○                                                      | 46-0                                                   | アルゼンチン                                           | [ 28 ]                                                                  |
| 1927                              | アルゼンチン遠征                             | 8月14日                                    | ○                                                      | 34-3                                                   | アルゼンチン                                           | [ 28 ]                                                                  |
| 1927                              | アルゼンチン遠征                             | 8月21日                                    | ○                                                      | 43-0                                                   | アルゼンチン                                           | [ 28 ]                                                                  |
| 1930                              | ニュージーランド・オーストラリア遠征         | 6月21日                                    | ○                                                      | 6-3                                                    | ニュージーランド                                       | [ 29 ]                                                                  |
| 1930                              | ニュージーランド・オーストラリア遠征         | 7月5日                                     | ●                                                      | 10-13                                                  | ニュージーランド                                       | [ 29 ]                                                                  |
| 1930                              | ニュージーランド・オーストラリア遠征         | 7月26日                                    | ●                                                      | 10-15                                                  | ニュージーランド                                       | [ 29 ]                                                                  |
| 1930                              | ニュージーランド・オーストラリア遠征         | 8月9日                                     | ●                                                      | 8-22                                                   | ニュージーランド                                       | [ 29 ]                                                                  |
| 1930                              | ニュージーランド・オーストラリア遠征         | 8月30日                                    | ●                                                      | 5-6                                                    | オーストラリア                                         | [ 29 ]                                                                  |
| 1936                              | アルゼンチン遠征                             | 8月16日                                    | ○                                                      | 23-0                                                   | アルゼンチン                                           | [ 30 ]                                                                  |
| 1938                              | 南アフリカ遠征                               | 8月6日                                     | ●                                                      | 12-26                                                  | 南アフリカ共和国                                       | [ 31 ]                                                                  |
| 1938                              | 南アフリカ遠征                               | 8月6日                                     | ●                                                      | 3-19                                                   | 南アフリカ共和国                                       | [ 31 ]                                                                  |
| 1938                              | 南アフリカ遠征                               | 8月6日                                     | ○                                                      | 21-16                                                  | 南アフリカ共和国                                       | [ 31 ]                                                                  |
| 第二次世界大戦（1939-1945）で中断 |                                              |                                            |                                                        |                                                        |                                                        |                                                                         |
| 1950                              | ニュージーランド・オーストラリア遠征         | 5月27日                                    | △                                                      | 9-9                                                    | ニュージーランド                                       | [ 32 ]                                                                  |
| 1950                              | ニュージーランド・オーストラリア遠征         | 6月10日                                    | ●                                                      | 0-8                                                    | ニュージーランド                                       | [ 32 ]                                                                  |
| 1950                              | ニュージーランド・オーストラリア遠征         | 7月1日                                     | ●                                                      | 3-6                                                    | ニュージーランド                                       | [ 32 ]                                                                  |
| 1950                              | ニュージーランド・オーストラリア遠征         | 7月29日                                    | ●                                                      | 8-11                                                   | ニュージーランド                                       | [ 32 ]                                                                  |
| 1950                              | ニュージーランド・オーストラリア遠征         | 8月19日                                    | ○                                                      | 19-6                                                   | オーストラリア                                         | [ 32 ]                                                                  |
| 1950                              | ニュージーランド・オーストラリア遠征         | 8月26日                                    | ○                                                      | 24-3                                                   | オーストラリア                                         | [ 32 ]                                                                  |
| 1955                              | 南アフリカ遠征                               | 8月6日                                     | ○                                                      | 23-22                                                  | 南アフリカ共和国                                       | [ 33 ]                                                                  |
| 1955                              | 南アフリカ遠征                               | 8月20日                                    | ●                                                      | 9-25                                                   | 南アフリカ共和国                                       | [ 33 ]                                                                  |
| 1955                              | 南アフリカ遠征                               | 9月3日                                     | ○                                                      | 9-6                                                    | 南アフリカ共和国                                       | [ 33 ]                                                                  |
| 1955                              | 南アフリカ遠征                               | 9月24日                                    | ●                                                      | 8-22                                                   | 南アフリカ共和国                                       | [ 33 ]                                                                  |
| 1959                              | オーストラリア・ニュージーランド遠征         | 6月6日                                     | ○                                                      | 17-6                                                   | オーストラリア                                         | [ 34 ]                                                                  |
| 1959                              | オーストラリア・ニュージーランド遠征         | 6月13日                                    | ○                                                      | 24-3                                                   | オーストラリア                                         | [ 34 ]                                                                  |
| 1959                              | オーストラリア・ニュージーランド遠征         | 7月18日                                    | ●                                                      | 17-18                                                  | ニュージーランド                                       | [ 34 ]                                                                  |
| 1959                              | オーストラリア・ニュージーランド遠征         | 8月15日                                    | ●                                                      | 8-11                                                   | ニュージーランド                                       | [ 34 ]                                                                  |
| 1959                              | オーストラリア・ニュージーランド遠征         | 8月29日                                    | ●                                                      | 8-22                                                   | ニュージーランド                                       | [ 34 ]                                                                  |
| 1959                              | オーストラリア・ニュージーランド遠征         | 9月19日                                    | 〇                                                     | 9-6                                                    | ニュージーランド                                       | [ 34 ]                                                                  |
| 1962                              | 南アフリカ遠征                               | 6月23日                                    | △                                                      | 3-3                                                    | 南アフリカ共和国                                       | [ 35 ]                                                                  |
| 1962                              | 南アフリカ遠征                               | 7月21日                                    | ●                                                      | 0-3                                                    | 南アフリカ共和国                                       | [ 35 ]                                                                  |
| 1962                              | 南アフリカ遠征                               | 8月4日                                     | ●                                                      | 3-8                                                    | 南アフリカ共和国                                       | [ 35 ]                                                                  |
| 1962                              | 南アフリカ遠征                               | 8月25日                                    | ●                                                      | 14-34                                                  | 南アフリカ共和国                                       | [ 35 ]                                                                  |
| 1966                              | オーストラリア・ニュージーランド・カナダ遠征 | 5月28日                                    | 〇                                                     | 11-8                                                   | オーストラリア                                         | [ 36 ]                                                                  |
| 1966                              | オーストラリア・ニュージーランド・カナダ遠征 | 6月4日                                     | 〇                                                     | 31-0                                                   | オーストラリア                                         | [ 36 ]                                                                  |
| 1966                              | オーストラリア・ニュージーランド・カナダ遠征 | 7月16日                                    | ●                                                      | 3-20                                                   | ニュージーランド                                       | [ 36 ]                                                                  |
| 1966                              | オーストラリア・ニュージーランド・カナダ遠征 | 8月6日                                     | ●                                                      | 12-16                                                  | ニュージーランド                                       | [ 36 ]                                                                  |
| 1966                              | オーストラリア・ニュージーランド・カナダ遠征 | 8月27日                                    | ●                                                      | 6-19                                                   | ニュージーランド                                       | [ 36 ]                                                                  |
| 1966                              | オーストラリア・ニュージーランド・カナダ遠征 | 9月10日                                    | ●                                                      | 11-24                                                  | ニュージーランド                                       | [ 36 ]                                                                  |
| 1966                              | オーストラリア・ニュージーランド・カナダ遠征 | 9月17日                                    | 〇                                                     | 19-8                                                   | カナダ                                                 | [ 36 ]                                                                  |
| 1968                              | 南アフリカ遠征                               | 6月8日                                     | ●                                                      | 20-25                                                  | 南アフリカ共和国                                       | [ 37 ]                                                                  |
| 1968                              | 南アフリカ遠征                               | 6月22日                                    | △                                                      | 6-6                                                    | 南アフリカ共和国                                       | [ 37 ]                                                                  |
| 1968                              | 南アフリカ遠征                               | 7月13日                                    | ●                                                      | 6-11                                                   | 南アフリカ共和国                                       | [ 37 ]                                                                  |
| 1968                              | 南アフリカ遠征                               | 7月27日                                    | ●                                                      | 6-19                                                   | 南アフリカ共和国                                       | [ 37 ]                                                                  |
| 1971                              | オーストラリア・ニュージーランド遠征         | 6月26日                                    | ○                                                      | 9-3                                                    | ニュージーランド                                       | オーストラリアではクラブチームなどとの対戦のみ。                        |
| 1971                              | オーストラリア・ニュージーランド遠征         | 7月10日                                    | ●                                                      | 12-22                                                  | ニュージーランド                                       | [ 38 ]                                                                  |
| 1971                              | オーストラリア・ニュージーランド遠征         | 7月31日                                    | ○                                                      | 13-3                                                   | ニュージーランド                                       | [ 38 ]                                                                  |
| 1971                              | オーストラリア・ニュージーランド遠征         | 8月14日                                    | △                                                      | 14-14                                                  | ニュージーランド                                       | [ 38 ]                                                                  |
| 1974                              | 南アフリカ遠征                               | 6月8日                                     | ○                                                      | 12-3                                                   | 南アフリカ共和国                                       | [ 39 ]                                                                  |
| 1974                              | 南アフリカ遠征                               | 6月22日                                    | ○                                                      | 28-9                                                   | 南アフリカ共和国                                       | [ 39 ]                                                                  |
| 1974                              | 南アフリカ遠征                               | 7月13日                                    | ○                                                      | 26-9                                                   | 南アフリカ共和国                                       | [ 39 ]                                                                  |
| 1974                              | 南アフリカ遠征                               | 7月27日                                    | △                                                      | 13-13                                                  | 南アフリカ共和国                                       | [ 39 ]                                                                  |
| 1977                              | ニュージーランド遠征                         | 6月18日                                    | ●                                                      | 12-16                                                  | ニュージーランド                                       | [ 40 ]                                                                  |
| 1977                              | ニュージーランド遠征                         | 7月9日                                     | ○                                                      | 13-9                                                   | ニュージーランド                                       | [ 40 ]                                                                  |
| 1977                              | ニュージーランド遠征                         | 7月30日                                    | ●                                                      | 7-19                                                   | ニュージーランド                                       | [ 40 ]                                                                  |
| 1977                              | ニュージーランド遠征                         | 8月13日                                    | ●                                                      | 9-10                                                   | ニュージーランド                                       | [ 40 ]                                                                  |
| 1980                              | 南アフリカ遠征                               | 5月31日                                    | ●                                                      | 22-26                                                  | 南アフリカ共和国                                       | [ 41 ]                                                                  |
| 1980                              | 南アフリカ遠征                               | 6月14日                                    | ●                                                      | 19-26                                                  | 南アフリカ共和国                                       | [ 41 ]                                                                  |
| 1980                              | 南アフリカ遠征                               | 6月28日                                    | ●                                                      | 10-12                                                  | 南アフリカ共和国                                       | [ 41 ]                                                                  |
| 1980                              | 南アフリカ遠征                               | 7月12日                                    | ○                                                      | 17-13                                                  | 南アフリカ共和国                                       | [ 41 ]                                                                  |
| 1983                              | ニュージーランド遠征                         | 6月4日                                     | ●                                                      | 12-16                                                  | ニュージーランド                                       | [ 42 ]                                                                  |
| 1983                              | ニュージーランド遠征                         | 6月18日                                    | ●                                                      | 0-9                                                    | ニュージーランド                                       | [ 42 ]                                                                  |
| 1983                              | ニュージーランド遠征                         | 7月2日                                     | ●                                                      | 8-15                                                   | ニュージーランド                                       | [ 42 ]                                                                  |
| 1983                              | ニュージーランド遠征                         | 7月16日                                    | ●                                                      | 6-38                                                   | ニュージーランド                                       | [ 42 ] [ 43 ]                                                           |
| 1986                              | 南アフリカ遠征【中止】                       | 南アフリカ遠征【中止】                     | 南アフリカ共和国のアパルトヘイト問題により、遠征中止。 | 南アフリカ共和国のアパルトヘイト問題により、遠征中止。 | 南アフリカ共和国のアパルトヘイト問題により、遠征中止。 | 南アフリカ共和国のアパルトヘイト問題により、遠征中止。                  |
| 1989                              | オーストラリア遠征                           | 6月1日                                     | ○                                                      | 19-15                                                  | ANZAC XV                                               | ANZAC XVはオーストラリアとニュージーランドの代表選手合同チーム。        |
| 1989                              | オーストラリア遠征                           | 7月1日                                     | ●                                                      | 12-30                                                  | オーストラリア                                         | [ 44 ]                                                                  |
| 1989                              | オーストラリア遠征                           | 7月8日                                     | ○                                                      | 19-12                                                  | オーストラリア                                         | [ 44 ]                                                                  |
| 1989                              | オーストラリア遠征                           | 7月15日                                    | ○                                                      | 19-18                                                  | オーストラリア                                         | [ 44 ]                                                                  |
| 1993                              | ニュージーランド遠征                         | 6月12日                                    | ●                                                      | 18-20                                                  | ニュージーランド                                       | [ 45 ]                                                                  |
| 1993                              | ニュージーランド遠征                         | 6月26日                                    | ○                                                      | 20-7                                                   | ニュージーランド                                       | [ 45 ]                                                                  |
| 1993                              | ニュージーランド遠征                         | 7月3日                                     | ●                                                      | 13-20                                                  | ニュージーランド                                       | [ 45 ]                                                                  |
| 1997                              | 南アフリカ遠征                               | 6月21日                                    | ○                                                      | 25-16                                                  | 南アフリカ共和国                                       | [ 46 ]                                                                  |
| 1997                              | 南アフリカ遠征                               | 6月28日                                    | ○                                                      | 18-15                                                  | 南アフリカ共和国                                       | [ 46 ]                                                                  |
| 1997                              | 南アフリカ遠征                               | 7月5日                                     | ●                                                      | 16-35                                                  | 南アフリカ共和国                                       | [ 46 ]                                                                  |
| 2001                              | オーストラリア遠征                           | 6月30日                                    | ○                                                      | 29-13                                                  | オーストラリア                                         | [ 47 ]                                                                  |
| 2001                              | オーストラリア遠征                           | 7月7日                                     | ●                                                      | 14-35                                                  | オーストラリア                                         | [ 47 ]                                                                  |
| 2001                              | オーストラリア遠征                           | 7月14日                                    | ●                                                      | 23-29                                                  | オーストラリア                                         | [ 47 ]                                                                  |
| 2005                              | ニュージーランド遠征                         | 5月23日                                    | △                                                      | 25-25                                                  | アルゼンチン                                           | イングランド（トゥイッケナム・スタジアム）で対戦。                      |
| 2005                              | ニュージーランド遠征                         | 6月25日                                    | ●                                                      | 3-21                                                   | ニュージーランド                                       | [ 48 ]                                                                  |
| 2005                              | ニュージーランド遠征                         | 7月2日                                     | ●                                                      | 18-48                                                  | ニュージーランド                                       | [ 48 ]                                                                  |
| 2005                              | ニュージーランド遠征                         | 7月9日                                     | ●                                                      | 19-38                                                  | ニュージーランド                                       | [ 48 ]                                                                  |
| 2009                              | 南アフリカ遠征                               | 6月20日                                    | ●                                                      | 21-26                                                  | 南アフリカ共和国                                       | [ 49 ]                                                                  |
| 2009                              | 南アフリカ遠征                               | 6月27日                                    | ●                                                      | 25-28                                                  | 南アフリカ共和国                                       | [ 49 ]                                                                  |
| 2009                              | 南アフリカ遠征                               | 7月4日                                     | ○                                                      | 28-9                                                   | 南アフリカ共和国                                       | [ 49 ]                                                                  |
| 2013                              | オーストラリア遠征                           | 6月1日                                     | ○                                                      | 59-8                                                   | バーバリアンズ                                         | 香港で対戦した（初のアジアでの試合）                                    |
| 2013                              | オーストラリア遠征                           | 6月22日                                    | ●                                                      | 21-23                                                  | オーストラリア                                         | [ 50 ]                                                                  |
| 2013                              | オーストラリア遠征                           | 6月29日                                    | ○                                                      | 16-15                                                  | オーストラリア                                         | [ 50 ]                                                                  |
| 2013                              | オーストラリア遠征                           | 7月6日                                     | ●                                                      | 16-41                                                  | オーストラリア                                         | [ 50 ]                                                                  |
| 2017                              | ニュージーランド遠征                         | 6月24日                                    | ●                                                      | 15-30                                                  | ニュージーランド                                       | [ 51 ]                                                                  |
| 2017                              | ニュージーランド遠征                         | 7月1日                                     | ○                                                      | 24-21                                                  | ニュージーランド                                       | [ 51 ]                                                                  |
| 2017                              | ニュージーランド遠征                         | 7月8日                                     | △                                                      | 15-15                                                  | ニュージーランド                                       | [ 51 ]                                                                  |
| 2021                              | 南アフリカ遠征                               | 6月26日                                    | ○                                                      | 28-10                                                  | 日本                                                   | 第1回「Lions 1888 Cup」。スコットランドで対戦。                         |
| 2021                              | 南アフリカ遠征                               | 7月24日                                    | ○                                                      | 22-17                                                  | 南アフリカ共和国                                       | [ 52 ]                                                                  |
| 2021                              | 南アフリカ遠征                               | 7月31日                                    | ●                                                      | 9-27                                                   | 南アフリカ共和国                                       | [ 52 ]                                                                  |
| 2021                              | 南アフリカ遠征                               | 8月7日                                     | ●                                                      | 16-19                                                  | 南アフリカ共和国                                       | 「ライオンズ・シリーズ・トロフィー」（第1回）は、南アフリカ共和国勝利。 |
| 2025                              | オーストラリア遠征                           | 6月20日                                    | ●                                                      | 24-28                                                  | アルゼンチン                                           | 第2回「Lions 1888 Cup」。アイルランド（アビバ・スタジアム）で対戦。     |
| 2025                              | オーストラリア遠征                           | 7月19日                                    | ○                                                      | 19-27                                                  | オーストラリア                                         | ウェールズの選手が出場しないのは、1896年（第3回遠征）以来のこと。       |
| 2025                              | オーストラリア遠征                           | 7月26日                                    | ○                                                      | 26-29                                                  | オーストラリア                                         | 「ライオンズ・シリーズ・トロフィー」は、1戦を残しライオンズ勝利。       |
| 2025                              | オーストラリア遠征                           | 8月2日                                     | ●                                                      | 12-22                                                  | オーストラリア                                         | [ 60 ] [ 61 ]                                                           |

## テストマッチの戦績
2025年8月2日現在。
| 対戦相手                              | 試合数 | 勝ち | 負け | 引き分け | 勝率  | 最終対戦年 |
| ------------------------------------- | ------ | ---- | ---- | -------- | ----- | ---------- |
| オーストラリア                        | 26     | 19   | 7    | 0        | 73.1% | 2025       |
| 南アフリカ共和国                      | 49     | 18   | 25   | 6        | 36.7% | 2021       |
| ニュージーランド                      | 41     | 7    | 30   | 4        | 17.1% | 2017       |
| アルゼンチン                          | 8      | 6    | 1    | 1        | 75%   | 2025       |
| 日本                                  | 1      | 1    | 0    | 0        | 100%  | 2021       |
| レスト・オブ・ヨーロッパXV            | 1      | 1    | 0    | 0        | 100%  | 1990       |
| フランス                              | 1      | 1    | 0    | 0        | 100%  | 1989       |
| ANZAC XV                              | 1      | 1    | 0    | 0        | 100%  | 1989       |
| 世界選抜 (World XV)                   | 1      | 0    | 1    | 0        | 0%    | 1986       |
| フィジー                              | 1      | 0    | 1    | 0        | 0%    | 1977       |
| ローデシア（後の ジンバブエ）         | 9      | 9    | 0    | 0        | 100%  | 1974       |
| 南西アフリカ（後の ナミビア）         | 4      | 4    | 0    | 0        | 100%  | 1974       |
| カナダ                                | 1      | 1    | 0    | 0        | 100%  | 1966       |
| 東アフリカラグビーユニオンチーム      | 2      | 2    | 0    | 0        | 100%  | 1962       |
| イギリス領セイロン（後の スリランカ） | 2      | 2    | 0    | 0        | 100%  | 1930       |
| 計                                    | 147    | 72   | 64   | 11       | 49%   |            |

## ジャージ
歴代ジャージのデザイン。
第二次世界大戦後（1950年以降）は、4つの協会代表を象徴する4色の配置変更はない。赤：ウェールズ、白：イングランド、緑：アイルランド、青：スコットランド。
|      |
| 1888 |

|           |
| 1891–1896 |

|           |
| 1899–1904 |

|      |
| 1908 |

|           |
| 1910–1938 |

|           |
| 1950–現在 |